# ارتوپاکس‌ویروس
ارتوپاکس‌ویروس (نام علمی: Orthopoxvirus) یک سرده از ویروسها در خانواده پاکس‌ویریده و زیرخانواده کوردوپاکس‌ویرینه (Chordopoxvirinae) است. مهره‌داران از جمله پستانداران و انسان‌ها و بندپایان میزبان این ویروس هستند. در حال حاضر ۱۲ گونه در این سرده وجود دارد و بیماری‌های مرتبط با این سرده شامل آبله، آبلهٔ گاوی، آبلهٔ اسب، آبلهٔ شتر و آبلهٔ میمون می‌شوند. معروف‌ترین عضو این سرده ویروس variola است که باعث آبله می‌شود. Variola با در سال ۱۹۷۷ با استفاده از ویروس واکسینیا به عنوان یک واکسن ریشه‌کن شده‌است.
جدیدترین گونهٔ توصیف شده از این سرده، ویروس آبلهٔ آلاسکا است که برای اولین بار در سال ۲۰۱۵ جداسازی شد.